# Список осіб, беатифікованих Папою Франциском
Список осіб, беатифікованих Папою Франциском — список осіб, проголошених блаженними в період понтифікату Папи Франциска.
Папа Франциск від початку свого понтифікату проголосив 1541 блаженного.
У таблицях подано список осіб, беатифікованих Папою Франциском за кожен рік його понтифікату.

## 2013
| No. | Блаженний                          | Дата беатифікації | Місце беатифікації                     |
| --- | ---------------------------------- | ----------------- | -------------------------------------- |
| 1.  | Крістобаль від святої Катерини     | 7 квітня 2013     | Кордова, Іспанія                       |
| 2.  | Лука Пассі                         | 13 квітня 2013    | Венеція, Італія                        |
| 3.  | Ніколо Руска                       | 21 квітня 2013    | Сондріо, Італія                        |
| 4.  | Франциска де Паула від Ісуса       | 4 травня 2013     | Баепенді, Мінас-Жерайс, Бразилія       |
| 5.  | Луїджі Новарезе                    | 11 травня 2013    | Рим, Італія                            |
| 6.  | Джузеппе Пульїзі                   | 25 травня 2013    | Палермо, Сицилія, Італія               |
| 7.  | Зофія Чеська                       | 9 червня 2013     | Краків, Польща                         |
| 8.  | Луція Малґожата Шевчик             | 9 червня 2013     | Краків, Польща                         |
| 9.  | Одоардо Фокеріні                   | 15 червня 2013    | Карпі, Модена, Італія                  |
| 10. | Владімір Ґіка                      | 31 серпня 2013    | Бухарест, Румунія                      |
| 11. | Антоніо Франко                     | 2 вересня 2013    | Санта-Лучія-дель-Мела, Мессіна, Італія |
| 12. | Марія Болоньєзі                    | 7 вересня 2013    | Ровіго, Італія                         |
| 13. | Хосе Габріель дель Росаріо Брошеро | 14 вересня 2013   | Кордова, Аргентина                     |
| 14. | Томмазо да Олера                   | 21 вересня 2013   | Бергамо, Італія                        |
| 15. | Мирослав Булешич                   | 28 вересня 2013   | Істрія, Хорватія                       |
| 16. | Роландо Ріві                       | 5 жовтня 2013     | Модена, Італія                         |
| 17. | 522 іспанських мученики            | 13 жовтня 2013    | Таррагона, Іспанія                     |
| 18. | Іштван Шандор                      | 19 жовтня 2013    | Будапешт, Угорщина                     |
| 19. | Марія Терезія Бонзель              | 10 листопада 2013 | Падерборн, Німеччина                   |

## 2014
| No. | Блаженний                         | Дата беатифікації | Місце беатифікації                          |
| --- | --------------------------------- | ----------------- | ------------------------------------------- |
| 1.  | Марія Крістіна Савойська          | 25 січня 2014     | Неаполь, Італія                             |
| 2.  | Джузеппе Джіротті                 | 26 квітня 2014    | Альба, Кунео, Італія                        |
| 3.  | Антон Дуркович                    | 17 травня 2014    | Ясси, Румунія                               |
| 4.  | Маріо Верґара                     | 24 травня 2014    | Аверса, Казерта, Італія                     |
| 5.  | Ізідоро Нґей Ко Лат               | 24 травня 2014    | Аверса, Казерта, Італія                     |
| 6.  | Марія Йозефа Альхама і Валера     | 31 травня 2014    | Тоді, Перуджа, Італія                       |
| 7.  | Павло Юн Джи-Чжун та 123 мученики | 16 серпня 2014    | Сеул, Південна Корея                        |
| 8.  | Джованніна Франкі                 | 20 вересня 2014   | Комо, Італія                                |
| 9.  | Альваро дель Портільйо            | 27 вересня 2014   | Мадрид, Іспанія                             |
| 10. | Тереза Дем'янович                 | 4 жовтня 2014     | Ньюарк, Нью-Джерсі, Сполучені Штати Америки |
| 11. | Франческо Зірано                  | 12 жовтня 2014    | Сассарі, Італія                             |
| 12. | Павло VI                          | 19 жовтня 2014    | Площа святого Петра, Ватикан                |
| 13. | Ассунта Маркетті                  | 25 жовтня 2014    | Сан-Паулу, Бразилія                         |
| 14. | Педро Асуа Мендія                 | 1 листопада 2014  | Віторія, Іспанія                            |

## 2015
| No. | Блаженний                                | Дата беатифікації | Місце беатифікації                       |
| --- | ---------------------------------------- | ----------------- | ---------------------------------------- |
| 1.  | Марі-Елізабет Тарджон                    | 26 квітня 2015    | Рімускі, Канада                          |
| 2.  | Луїджі Бордіно                           | 2 травня 2015     | Турин, Італія                            |
| 3.  | Луїджі Кабурлотто                        | 16 травня 2015    | Венеція, Італія                          |
| 4.  | Оскар Ромеро                             | 23 травня 2015    | Сан-Сальвадор, Сальвадор                 |
| 5.  | Ірене Стефані                            | 23 травня 2015    | Ньєрі, Кенія                             |
| 6.  | Луї-Едуард Сестак                        | 31 травня 2015    | Байонна, Франція                         |
| 7.  | Флавіан Мішель Малкі                     | 29 серпня 2015    | Гарісса, Ліван                           |
| 8.  | Фідела Оллер Ангелатс і 2 співсестри     | 5 вересня 2015    | Жирона, Іспанія                          |
| 9.  | Бенедикт Дасва                           | 13 вересня 2015   | Лімпопо, Південно-Африканська Республіка |
| 10. | Піо Альберто Дель Корона                 | 19 вересня 2015   | Сан-Мініато, Італія                      |
| 11. | Клара Людвіка Щенсна                     | 27 вересня 2015   | Краків, Польща                           |
| 12. | Піо Ередіа Зубія і 17 товаришів          | 3 жовтня 2015     | Сантандер, Іспанія                       |
| 13. | Марія Тереза Казіні                      | 31 жовтня 2015    | Фраскаті, Італія                         |
| 14. | Франсіско де Паула Віктор                | 14 листопада 2015 | Трес-Понтас, Мінас-Жерайс, Бразилія      |
| 15. | Фредерік Террес Пуйгпелат і 25 товаришів | 21 листопада 2015 | Барселона, Іспанія                       |
| 16. | Міхал Томашек                            | 5 грудня 2015     | Чимботе, Перу                            |
| 17. | Збіґнєв Адам Стшалковський               | 5 грудня 2015     | Чимботе, Перу                            |
| 18. | Алессандро Дорді                         | 5 грудня 2015     | Чимботе, Перу                            |

## 2016
| No. | Блаженний                            | Дата беатифікації | Місце беатифікації              |
| --- | ------------------------------------ | ----------------- | ------------------------------- |
| 1.  | Валентин Паленсія і 4 товаришів      | 23 квітня 2016    | Бургос, Іспанія                 |
| 2.  | Франческо Марія Ґреко                | 21 травня 2016    | Козенца, Італія                 |
| 3.  | Джакомо Аббондо                      | 11 червня 2016    | Верчеллі, Італія                |
| 4.  | Кароліна Сантоканале                 | 12 червня 2016    | Монреале, Італія                |
| 5.  | Джулія Кростароза                    | 18 червня 2016    | Фоджа, Італія                   |
| 6.  | Марія Антонія де Пас-і-Фіґероа       | 27 серпня 2016    | Сантьяго-дель-Естеро, Аргентина |
| 7.  | Владислав Буковинський               | 11 вересня 2016   | Караганда, Казахстан            |
| 8.  | Елізабетта Санна Порку               | 17 вересня 2016   | Кодронджанос, Італія            |
| 9.  | Енґельмар Унцайтіґ                   | 24 вересня 2016   | Вюрцбург, Німеччина             |
| 10. | Хенаро Фуейо Кастаньйон і 3 товариші | 8 жовтня 2016     | Ов'єдо, Іспанія                 |
| 11. | Хосе Антон Ґомес і 3 товариші        | 29 жовтня 2016    | Мадрид, Іспанія                 |
| 12. | Вінценц Преннуші і 37 товаришів      | 5 листопада 2016  | Шкодер, Албанія                 |
| 13. | Марі-Ежен від Дитяти Ісуса           | 19 листопада 2016 | Авіньйон, Франція               |
| 14. | Жозеф Тао Тьєн і 16 товаришів        | 11 грудня 2016    | В'єнтьян, Лаос                  |

## 2017
| No. | Блаженний                                           | Дата беатифікації | Місце беатифікації                         |
| --- | --------------------------------------------------- | ----------------- | ------------------------------------------ |
| 1.  | Такаяма Укон                                        | 7 лютого 2017     | Осака, Японія                              |
| 2.  | Йозеф майр-Нуссер                                   | 18 березня 2017   | Больцано, Італія                           |
| 3.  | Хосе Альварес-Бенавідес де ла Торре і 114 товаришів | 25 березня 2017   | Альмерія, Іспанія                          |
| 4.  | Луї-Антуан-Роза Орм'єр Лакас                        | 22 квітня 2017    | Ов'єдо, Іспанія                            |
| 5.  | Леопольдина Науде                                   | 29 квітня 2017    | Верона, Італія                             |
| 6.  | Антоніо Аррібас Гортіґуела і 6 товаришів            | 6 травня 2017     | Жирона, Іспанія                            |
| 7.  | Джон Салліван                                       | 13 травня 2017    | Дублін, Ірландія                           |
| 8.  | Італа Мела                                          | 10 червня 2017    | Ла-Спеція, Італія                          |
| 9.  | Теофілюс Матульоніс                                 | 25 червня 2017    | Вільнюс, Литва                             |
| 10. | Хесус Еміліо Харамільо Монсальве                    | 8 вересня 2017    | Вільявісенсіо, Колумбія                    |
| 11. | Педро Марія Рамірес Рамос                           | 8 вересня 2017    | Вільявісенсіо, Колумбія                    |
| 12. | Стенлі Ротер                                        | 23 вересня 2017   | Оклахома-Сіті, Оклахома, США               |
| 13. | Титус Земан                                         | 30 вересня 2017   | Братислава-Петржалка, Словаччина           |
| 14. | Арсеніо да Тріґоло                                  | 7 жовтня 2017     | Мілан, Італія                              |
| 15. | Матео Казальс Мас і 108 товаришів                   | 21 жовтня 2017    | Барселона, Іспанія                         |
| 16. | Джованні Ск'яво                                     | 28 жовтня 2017    | Кашіас-ду-Сул, Ріу-Гранді-ду-Сул, Бразилія |
| 17. | Рані Марія Ватталіл                                 | 4 листопада 2017  | Індаур, Індія                              |
| 18. | Вінсенс Кверальт Ллорет і 20 товаришів              | 11 листопада 2017 | Мадрид, Іспанія                            |
| 19. | Хосе Марія Фернандес Санчес і 38 товаришів          | 11 листопада 2017 | Мадрид, Іспанія                            |
| 20. | Соланус Кейсі                                       | 18 листопада 2017 | Детройт, Мічиган, США                      |
| 21. | Сатурніна Родріґес де Савалія                       | 25 листопада 2017 | Кордова, Аргентина                         |

## 2018[7]
| No. | Блаженний                                    | Дата беатифікації | Місце беатифікації              |
| --- | -------------------------------------------- | ----------------- | ------------------------------- |
| 1.  | Терезіо Олівеллі                             | 3 лютого 2018     | Віджевано, Італія               |
| 2.  | Люсьєн Ботовасоа                             | 15 квітня 2018    | Вогіпено, Мадагаскар            |
| 3.  | Ганна Гелена Хжановська                      | 28 квітня 2018    | Краків, Польща                  |
| 4.  | Янош Бреннер                                 | 1 травня 2018     | Сомбатгей, Угорщина             |
| 5.  | Клара Фей                                    | 5 травня 2018     | Аахен, Німеччина                |
| 6.  | Леонелла Зґорбаті                            | 26 травня 2018    | П'яченца, Італія                |
| 7.  | Марія Ґарґані                                | 2 червня 2018     | Неаполь, Італія                 |
| 8.  | Марія Непорочного Зачаття                    | 10 червня 2018    | Ажен, Франція                   |
| 9.  | Кармен Ренділес Мартінес                     | 16 червня 2018    | Каракас, Венесуела              |
| 10. | Марія Фелісія від Ісуса в Найсвятіших Тайнах | 23 червня 2018    | Асунсьйон, Парагвай             |
| 11. | Анна Колесарова                              | 1 вересня 2018    | Кошиці, Словаччина              |
| 12. | Альфонсе-Марі Еппінґер                       | 9 вересня 2018    | Страсбург, Франція              |
| 13. | Вероніка Антал                               | 22 вересня 2018   | Нісіпорешть, Румунія            |
| 14. | Жан-Батіст Фуко                              | 30 вересня 2018   | Марсель, Франція                |
| 15. | Тібурсіо Арнайс Муньос                       | 20 жовтня 2018    | Малага, Іспанія                 |
| 16. | Тулліо Маруццо                               | 27 жовтня 2018    | Моралес, Ісабаль, Гватемала     |
| 17. | Луіс Обдуліо Арройо Наварро                  | 27 жовтня 2018    | Моралес, Ісабаль, Гватемала     |
| 18. | Клелія Мерлоні                               | 3 листопада 2018  | Рим, Італія                     |
| 19. | Міхал Ґєдройц                                | 7 листопада 2018  | Ватикан (визнання беатифікації) |
| 20. | Теодоро Іллєра Дель Ольмо і 15 товаришів     | 10 листопада 2018 | Барселона, Іспанія              |
| 21. | П'єр Клавері і 18 товаришів                  | 8 грудня 2018     | Оран, Алжир                     |

## 2019
| No. | Блаженний                                        | Дата беатифікації | Місце беатифікації     |
| --- | ------------------------------------------------ | ----------------- | ---------------------- |
| 1.  | Анхель Куартас Крістобаль і 8 товаришів          | 9 березня 2019    | Ов'єдо, Іспанія        |
| 2.  | Маріано Муллерат і Содевілла                     | 23 березня 2019   | Таррагона, Іспанія     |
| 3.  | Карлос де-Діос Муріас                            | 27 квітня 2019    | Ла-Ріоха, Аргентина    |
| 4.  | Ґабріель Жозе Ружеро Лонжевіль                   | 27 квітня 2019    | Ла-Ріоха, Аргентина    |
| 5.  | Венцеслао Педернера                              | 27 квітня 2019    | Ла-Ріоха, Аргентина    |
| 6.  | Енріке Анджелеллі                                | 27 квітня 2019    | Ла-Ріоха, Аргентина    |
| 7.  | Консепсьйон Кабрера де Арміда                    | 4 травня 2019     | Мехіко, Мексика        |
| 8.  | Ґвадалупе Ортіс де Ландазурі Фернандес де Ередіа | 18 травня 2019    | Мадрид, Іспанія        |
| 9.  | Васіле Афтеніє                                   | 2 червня 2019     | Блаж, Румунія          |
| 10. | Валеріу Траян Френціу                            | 2 червня 2019     | Блаж, Румунія          |
| 11. | Йоан Сучіу                                       | 2 червня 2019     | Блаж, Румунія          |
| 12. | Тит Лівіу Кінезу                                 | 2 червня 2019     | Блаж, Румунія          |
| 13. | Йоан Белан                                       | 2 червня 2019     | Блаж, Румунія          |
| 14. | Александру Русу                                  | 2 червня 2019     | Блаж, Румунія          |
| 15. | Юліу Хоссу                                       | 2 червня 2019     | Блаж, Румунія          |
| 16. | Едвіґе Карбоні                                   | 15 червня 2019    | Поццомаджоре, Італія   |
| 17. | Марія Ізабель Лакаба Андія і 13 співсестер       | 22 червня 2019    | Мадрид, Іспанія        |
| 18. | Бенедетта Б'янкі Порро                           | 14 вересня 2019   | Форлі, Італія          |
| 19. | Ріхард Хенкс                                     | 15 вересня 2019   | Лімбург, Німеччина     |
| 20. | Альфредо Кремонезі                               | 19 жовтня 2019    | Крема, Італія          |
| 21. | Марія Емілія Рікелме-і-Саяс                      | 9 листопада 2019  | Гранада, Іспанія       |
| 22. | Віктор Еміліо Москосо Карденас                   | 16 листопада 2019 | Ріобамба, Еквадор      |
| 23. | Доніцетті Таварес де Ліма                        | 23 листопада 2019 | Тамбау, Бразилія       |
| 24. | Джеймс Альфред Міллер                            | 7 грудня 2019     | Уеуетенанго, Гватемала |

## 2020
| No. | Блаженний       | Дата беатифікації | Місце беатифікації         |
| --- | --------------- | ----------------- | -------------------------- |
| 1.  | Марія Велотті   | 26 вересня 2020   | Неаполь, Італія            |
| 2.  | Олінто Марелла  | 4 жовтня 2020     | Болонья, Італія            |
| 3.  | Карло Акутіс    | 10 жовтня 2020    | Ассізі, Італія             |
| 4.  | Майкл Макґівні  | 31 жовтня 2020    | Гартфорд, Коннектикут, США |
| 5.  | Жуан Роч-і-Діґл | 7 листопада 2020  | Барселона, Іспанія         |

## 2021
| No. | Блаженний                                 | Дата беатифікації | Місце беатифікації                   |
| --- | ----------------------------------------- | ----------------- | ------------------------------------ |
| 1.  | Сімеоне Кардон і 5 товаришів              | 17 квітня 2021    | Веролі, Італія                       |
| 2.  | Хосе Марія Ґран Сісера і 9 товаришів      | 23 квітня 2021    | Санта-Крус-дель-Кіче, Гватемала      |
| 3.  | Хосе Ґреґоріо Ернандес                    | 30 квітня 2021    | Каракас, Венесуела                   |
| 4.  | Розаріо Анджело Ліватіно                  | 9 травня 2021     | Агрідженто, Італія                   |
| 5.  | Йоганн Баптист Йордан                     | 15 травня 2021    | Рим, Італія                          |
| 6.  | Марія Пілар Ґульйон і 2 співтоваришки     | 29 травня 2021    | Асторга, Іспанія                     |
| 7.  | Марія Лаура Майнетті                      | 6 червня 2021     | К'явенна, Італія                     |
| 8.  | Мамерто Еск'ю                             | 4 вересня 2021    | Сан-Хосе-де-П'єдра Бланка, Аргентина |
| 9.  | Стефан Вишинський                         | 12 вересня 2021   | Варшава, Польща                      |
| 10. | Роза Чацька                               | 12 вересня 2021   | Варшава, Польща                      |
| 11. | Джованні Форназіні                        | 26 вересня 2021   | Болонья, Італія                      |
| 12. | Ґаетана Толомео                           | 3 жовтня 2021     | Катандзаро, Італія                   |
| 13. | Маріантонія Сама                          | 3 жовтня 2021     | Катандзаро, Італія                   |
| 14. | Марія Лоренца Лонґо                       | 9 жовтня 2021     | Неаполь, Італія                      |
| 15. | Франческо Моттола                         | 10 жовтня 2021    | Тропеа, Італія                       |
| 16. | Хуан Еліяс Медіна і 126 товаришів         | 16 жовтня 2021    | Кордова, Іспанія                     |
| 17. | Лючія Ріпамонті                           | 23 жовтня 2021    | Брешія, Італія                       |
| 18. | Сандра Сабаттіні                          | 24 жовтня 2021    | Ріміні, Італія                       |
| 19. | Франсіско Кастор Сохо Лопес і 3 товаришів | 30 жовтня 2021    | Тортоса, Іспанія                     |
| 20. | Бенет Доменек Бонет і 2 товаришів         | 6 листопада 2021  | Манреза, Іспанія                     |
| 21. | Ян Францішек Маха                         | 20 листопада 2021 | Катовиці, Польща                     |

## 2022
| No. | Блаженний                                       | Дата беатифікації | Місце беатифікації                    |
| --- | ----------------------------------------------- | ----------------- | ------------------------------------- |
| 1.  | Рутіліо Ґранде                                  | 22 січня 2022     | Сан-Сальвадор, Сальвадор              |
| 2.  | Мануель Сольорсано                              | 22 січня 2022     | Сан-Сальвадор, Сальвадор              |
| 3.  | Нельсон Лемус                                   | 22 січня 2022     | Сан-Сальвадор, Сальвадор              |
| 4.  | Косма Спессото                                  | 22 січня 2022     | Сан-Сальвадор, Сальвадор              |
| 5.  | Каетано Хіменес Мартін і 15 товаришів           | 26 лютого 2022    | Гранада, Іспанія                      |
| 6.  | Арміда Бареллі                                  | 30 квітня 2022    | Мілан, Італія                         |
| 7.  | Маріо Чічері                                    | 30 квітня 2022    | Мілан, Італія                         |
| 8.  | Антонія Лузміла Рівас Лопес                     | 7 травня 2022     | Ла Флорида, Перу                      |
| 9.  | Полін-Марі Жаріко                               | 22 травня 2022    | Ліон, Франція                         |
| 10. | Луїджі Ленціні                                  | 28 травня 2022    | Модена, Італія                        |
| 11. | Леонард Мелькі                                  | 4 червня 2022     | Джал-Ель-Діб, Матн, Ліван             |
| 12. | Томас Салех                                     | 4 червня 2022     | Джал-Ель-Діб, Матн, Ліван             |
| 13. | Марія Пасхаліс Ян і 9 співсестер                | 11 червня 2022    | Вроцлав, Польща                       |
| 14. | Анхель Маріна Альварес і 19 співбратів          | 18 червня 2022    | Севілья, Іспанія                      |
| 15. | Хуан Аґіляр Доніс і 5 співбратів                | 18 червня 2022    | Севілья, Іспанія                      |
| 16. | Асунсьон Санчес Ромеро                          | 18 червня 2022    | Севілья, Іспанія                      |
| 17. | Педро Ортіс де Сарате                           | 2 липня 2022      | Сан-Рамон-де-ла-Нуева-Оран, Аргентина |
| 18. | Джованні Антоніо Солінас                        | 2 липня 2022      | Сан-Рамон-де-ла-Нуева-Оран, Аргентина |
| 19. | Йоганн Філіп Єнінґен                            | 16 липня 2022     | Елльванген, Німеччина                 |
| 20. | Іван Павло I                                    | 4 вересня 2022    | Площа святого Петра, Ватикан          |
| 21. | Марія Костанца Панас                            | 9 жовтня 2022     | Фабріано, Італія                      |
| 22. | Джузеппе Бернарді                               | 16 жовтня 2022    | Бовес, Італія                         |
| 23. | Маріо Ґібаудо                                   | 16 жовтня 2022    | Бовес, Італія                         |
| 24. | Вісенте Нікасіо Анунсіо Торібіо і 11 співбратів | 22 жовтня 2022    | Мадрид, Іспанія                       |
| 25. | Беніґна Кардозо да Сілва                        | 24 жовтня 2022    | Крато, Бразилія                       |
| 26. | Марія Беренісе Дуке Хенкер                      | 29 жовтня 2022    | Медельїн, Колумбія                    |
| 27. | Марія Карола Чеккін                             | 5 листопада 2022  | Меру, Кенія                           |
| 28. | Джузеппе Амброзолі                              | 20 листопада 2022 | Калонго , Уганда                      |
| 29. | Ізабел Крістіна Мрад Кампос                     | 10 грудня 2022    | Барбасена, Бразилія                   |

## 2023
| No. | Блаженний                                      | Дата беатифікації | Місце беатифікації  |
| --- | ---------------------------------------------- | ----------------- | ------------------- |
| 1.  | Анрі Планша і 4 товаришів                      | 22 квітня 2023    | Париж, Франція      |
| 2.  | Марія де ла Консепсьйон Барречеґурен Ґарсія    | 6 травня 2023     | Гранада, Іспанія    |
| 3.  | Хасінто Вера                                   | 6 травня 2023     | Монтевідео, Уругвай |
| 4.  | Елізабетта Мартінес                            | 25 червня 2023    | Лечче, Італія       |
| 5.  | Юзеф Ульма, Вікторія Ульма і їх семеро дітей   | 10 вересня 2023   | Маркова, Польща     |
| 6.  | Джузеппе Беотті                                | 30 вересня 2023   | П'яченца, Італія    |
| 7.  | Мануель Гонсалес-Серна Родрігес і 19 товаришів | 18 листопада 2023 | Севілья, Іспанія    |
| 8.  | Едуардо Франсіско Піроніо                      | 16 грудня 2023    | Лухан, Аргентина    |

## 2024
| No. | Блаженний                                      | Дата беатифікації                | Місце беатифікації                   |
| --- | ---------------------------------------------- | -------------------------------- | ------------------------------------ |
| 1.  | Гвідо де Монпельє                              | 18 травня 2024 (рівнозначний)    | Ватикан                              |
| 2.  | Джузеппе Россі                                 | 26 травня 2024                   | Новара, Італія                       |
| 3.  | Міхал Рапач                                    | 15 червня 2024                   | Краків, Польща                       |
| 4.  | Істіфан ад-Дувейхі                             | 2 серпня 2024                    | Бейрут, Ліван                        |
| 5.  | Луїджі Каррара і 3 товаришів                   | 18 серпня 2024                   | Увіра, Демократична Республіка Конго |
| 6.  | Ян Гавлік                                      | 31 серпня 2024                   | Шаштін-Страже, Словаччина            |
| 7.  | Мойзес Ліра Серафін                            | 14 вересня 2024                  | Мехіко, Мексика                      |
| 8.  | Ана де Ісус                                    | 29 вересня 2024                  | Брюссель, Бельгія                    |
| 9.  | Хосе Торрес Паділья                            | 9 листопада 2024                 | Севілья, Іспанія                     |
| 10. | Луїджі Палік і Гйон Газуллі                    | 16 листопада 2024                | Шкодер, Албанія                      |
| 11. | Макс Йозеф Мецгер                              | 17 листопада 2024                | Фрайбург, Німеччина                  |
| 12. | Гаєта Клауселлас Балве та Антоні Торт Райксакс | 23 листопада 2024                | Барселона, Іспанія                   |
| 13. | Хуана де ла Крус                               | 25 листопада 2024 (рівнозначний) | Ватикан                              |

## 2025
| No. | Блаженний        | Дата беатифікації | Місце беатифікації   |
| --- | ---------------- | ----------------- | -------------------- |
| 1.  | Джованні Мерліні | 12 січня 2025     | Латеранська базиліка |